# Амаретто (печенье)
Амаретто (во множ. числе - Амаретти; итал. Amaretto) — итальянское сладкое печенье, распространённое по всей Италии.
Термином «Амаретто» в Италии называют миндальные печенья, выпеченные из сахара, яичного белка, с добавлением сладкого и горького миндаля и ядер абрикоса. Существует две основные версии этого десерта: амаретто из Саронно, хрустящее и крошащееся, и амаретто из Сасселло, мягкое и рассыпчатое, несколько более похожее на марципан. И те и другие представляют собой маленькое печенье округлой формы, поверхность печенья покрыта трещинками. Амаретто из Саронно также называют сухим амаретто. Сегодня обе разновидности производятся в промышленных масштабах в разных частях Италии. В настоящее время во многих регионах Италии сохраняются свои рецепты похожего печенья, которое может несколько отличаться по размеру, текстуре, использованным ингредиентам (лесные орехи, мёд, различные натуральные ароматизаторы). Печенье амаретто иногда используют для приготовления других десертов, например, некоторых вариантов тирамису. В самой Италии к печенью амаретто предлагают вино, но не одноимённый миндальный ликёр амаретто.

## Галерея
- Один из вариантов амаретто типа Саронно (твёрдых)
- Один из вариантов амаретто типа Сасселло (мягких)
- Ассорти печений амаретто с разными вкусами (матча, фисташка, лаванда, бергамот и другие)